# Вроцлавский повет
Вроцлавский повет (пол. Powiat wrocławski) — повет (район) в Польше, входит как административная единица в Нижнесилезское воеводство. Центр повета — город Вроцлав (в состав повета не входит). Занимает площадь 1116,15 км². Население — 134 145 человек (на 31 декабря 2015 года).

## Административное деление
- города: Конты-Вроцлавске, Собутка, Сехнице
- городско-сельские гмины: Гмина Конты-Вроцлавске, Гмина Собутка, Гмина Сехнице
- сельские гмины: Гмина Черница, Гмина Длуголенка, Гмина Йорданув-Слёнски, Гмина Кобежице, Гмина Меткув, Гмина Журавина

## Демография
Население повета дано на 31 декабря 2015 года.
| Перепись            | Всего  | Мужчины | Женщины |
| ------------------- | ------ | ------- | ------- |
| Всего               | 57 023 | 27 495  | 29 528  |
| Городское население | 37 276 | 17 804  | 19 472  |
| Сельское население  | 19 747 | 9691    | 10 056  |